# Фентезі Білорусі
Фентезі Білорусі — художні твори, написані білоруськими авторами у жанрі фентезі.
Фентезі, як окремий жанр, почала формуватися на межі XIX—XX століть. В основі жанру закладені казкові і міфологічні мотиви. Серед основних героїв зазвичай люди з чарівними здібностями (маги, друїди, провидці і т. ін.) або з чарівними предметами (лицарі з зачарованою зброєю), міфічні істоти, нерідко запозичені з середньовічних бестіаріїв (дракони, єдинороги, вовкулаки).
У білоруській літературі елементи фентезі можна знайти набагато раніше від появи жанру. Особливо яскраво це зображено в творі Яна Барщевського — «Шляхтич Завальня, або Білорусь у фантастичних оповіданнях» (1844-46). Найбільшого розвитку в білоруській літературі жанр набув у XXI столітті.

## XIX століття. Засновники жанру в білоруській літературі
Фентезійні елементи присутні в білоруській культурі ще з давніх часів, оскільки жанр тісно пов'язані з фольклором і міфологією. Елементи містицизму і образи міфологічних істот використовував у своїй творчості ще Адам Міцкевич. Під час роботи над своїми баладами в 1819-21 роках Міцкевич звертався до багатств білоруського фольклору. Так, до образу Світязянок (підводні мешканки озера Світязь, білочолі дівчата з довгим розпущеним волоссям, у яких перетворилися жінки міста Світязь, затопленого богами на їх прохання водою, щоб уникнути зґвалтування ворожим російським військом) і легенд, пов'язаних з ними, поет звертався у своїх баладах «Світязь» (1820), «Світязянка» (1821), «Рибка» (1822).

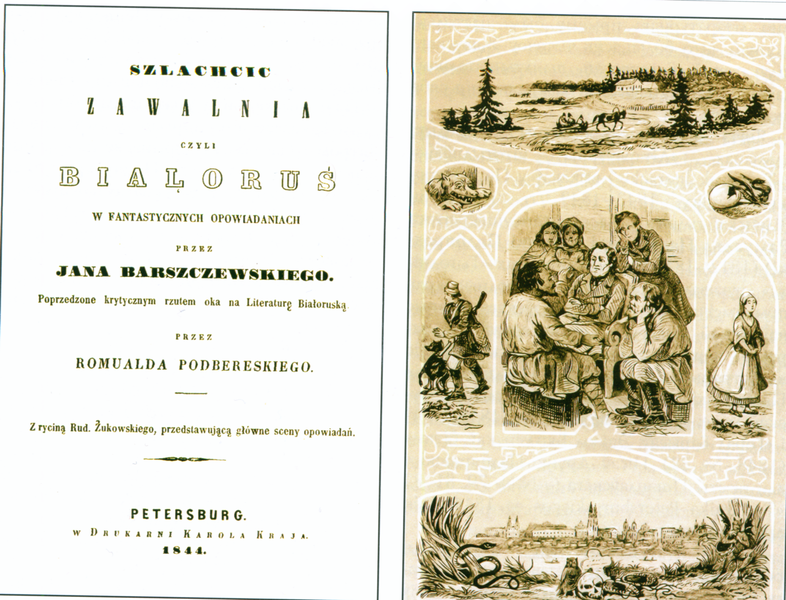
Обкладинка «Шляхтич Завальня» видання 1884 року

Але найбільш яскраво білоруська міфологія відображена в твори Яна Барщевського — «Шляхтич Завальня, або Білорусь у фантастичних оповіданнях» (1844-46), в якому автор переносить нас у фантастичну, вигадану Білорусь, в якій читач зустрінеться з перевертнями і вурдалаками, з велетами і драконами, чудовиськами, магами і чорнокнижниками. Його персонажі прийшли в твір з національної міфології, щедро населеної русалками, водяниками, лісовиками, вовкулаками, але деяких персонажів Барщевський придумав сам — Сина Бурі, Білу Сороку, Плачку. Саме Яна Барщевського вважають засновником жанру фентезі в білоруській літературі. Він, як справжній письменник-фантаст, дивився вперед, у майбутнє, і як би передбачав появу ― прози жахів, фентезі, наукової фантастики. Виходячи з міфологічної основи творів Барщевського, його творчість слід віднести до такого субжанру, як слов'янське фентезі, в основі якого лежить поєднання слов'янського фольклору (легенд, билин, міфів) і стандартних фентезійних канонів.
На презентації своєї фентезійної повісті на питання про традиції білоруської фантастики білоруський поет і філолог Серж Мінскевич сказав: «Ми найперші написали фентезі, хоча тоді ще не придумали назву цьому жанрові. Ще не було Толкіна, а у нас уже був Ян Барщевський…».
1852 року з-під пера білоруського поета і фольклориста Олександра Рипінського вийшла романтична балада «Біс». При її написанні поет розумів, що в національній баладі не може бути переймань, які належать до традицій жанру в інших народів, як не вона повинна нести і ознаки чужого фольклору. В цьому він повністю згоден зі своїми попередниками, насамперед — з Яном Барщевським, який вважав неприпустимим запозичення художніх форм, які використовували письменники Англії, Німеччині або Франції. Навіть підзаголовок до поеми був «балада білоруська», чим автор відзначав не лише фольклорну основу своєї балади, але й своєрідність твору, його співзвучність з традиціями білоруської поезії середини XIX століття. У передмові до «Лукавого» Олександр Рипинський написав, що в результаті обробки народної пісні у нього вийшла довга історія і він, «додавши до неї дещо дивне і пекельне, зробив з цього селянську баладу».
| Літератори XIX століття | Літератори XIX століття | Літератори XIX століття | Літератори XIX століття |
| ----------------------- | ----------------------- | ----------------------- | ----------------------- |
|                         |                         |                         |                         |

## XX століття
Використання численних міфологічних персонажів наявне в нашонивівський поезії Янки Купали. Деякі дослідники (напр.: канд. філ. наук Г. М. Мятлицька) навіть застосовують такий термін, як купалівський міфологізм. Деякий час міфологічна образність у творчості поета була ледь не домінантною. «Цемнатворці» і такі міфічні та язичницькі істоти, як відьми, вовкулаки, чорти, водяники, русалки та інші, панують в його віршах «У вічному борі…» (1912), «Русалка» (1912), «чубчик» (1911), «Забута корчма» (1907), «Люлі, люлі, мужичок!» (1905—1907), «Ніч за нічкою» (1909), поемі "Сон на кургані "(1910). Чого лише вартий уривок з його вірша «Забута корчма»: «Жэняць ведзьму з ваўкалакам, сватае шынкар, попам — рабін, ведзьма — дзякам, а чорт — гаспадар. Так гуляюць, покуль недзе ня кігне пятух… Гіне ўсё, і па бяседзе пуста, сумна ўкруг».
Доповнює національну утопію Вацлав Ластовський, який 1923 року видав сповнену загадками повість «Лабіринти», що напевно і на сьогодні не має жанрових аналогів ні в білоруській, ні в світової літературі. Жанр твору займає проміжне положення між утопією і науковою фантастикою, в ньому спостерігається єдність історичного і фантастичного. У творі ми бачимо переплетення кількох свідомих авторських містифікацій, головна з яких пов'язана з існуванням Полоцького лабіринту. Подібно до того, як у давньогрецькій міфології існував міф про Лабіринт на острові Крит і про Мінотавра, який слугував темою для низки літературних творів, так і Полоцький лабіринт в трактуванні Ластовського став для нього одним з центральних артефактів, на якому базувалася його Кревська теорія.
У білоруській драматургії Фентезійні елементи наявні в низці п'єс Євстигнея Мірович. Одними з найбільш значущих у його творчості стали фольклорно-історичні п'єси: «Машека» (1922), «Коваль-воєвода» (1924). Його «Машека» стала першою п'єсою, поставленою білоруською мовою.
Дослідник Андрій Хаданович в контексті створення нових художніх світів проводить асоціацію між Володимиром Короткевичем і Толкіном. За словами Хадановича, Білорусь Короткевича — це ідеальна країна, населена шляхетними лицарями, мужніми патріотами і національно свідомими аристократами з поетичними здібностями. І творцем білоруського фентезі Хаданович вважає саме Короткевича. І справді, для творчості Короткевича характерні не лише історизм, а й надання їй окремих міфологічних рис. Критик Олексій Ненадовець у статті «Міфологія в творах Володимира Короткевича» зауважує «що в творах письменника самі поняття „чаклунка“, „чарівник“, „знахар“, „ворожбит“ майже не відрізняються за змістом, хоча тут були, відповідно свої тонкощі, вироблені багатовіковим практичним досвідом народу».
| Літератори XX століття | Літератори XX століття | Літератори XX століття | Літератори XX століття |
| ---------------------- | ---------------------- | ---------------------- | ---------------------- |
|                        |                        |                        |                        |

## XXI століття
На думку голови секції «Пригоди і фантастика» Союзу письменників Білорусі Володимира Куліченка, білоруські фантасти досягли більшого успіху в жанрі «фентезі», ніж в жанрі «наукової» фантастики, оскільки «фентезі» і її піджанри доступніші для сприйняття сучасного читача, ніж твори «наукової» фантастики, і тому швидше знаходять відгук. Напевно найяскравіше в цьому жанрі виділяється Ольга Громико, чиї книги (видаються з 2003 року), створені часом у жанрі гумористичного фентезі, відрізняє іронія, яка місцями переходить в сарказм. Головними героями її книг є персонажі, які в традиційному фентезі належать до негативних: відьми, вампіри, перевертні, дракони, тролі та інші. А фентезійний світ письменниці нагадує білоруські землі. Так назва її вигаданої країни Білорія явно відповідає Білорусі, назва столиці цієї країни Стармін співзвучна Мінську, назва міста Віцяга — Вітебську.
Ще по одній вигаданій країні, цього разу заснованої на легендах і переказах Великого князівства Литовського, ми можемо помандрувати в романі «Гонитва», письменниці Ніки Ракітіної (справжнє ім'я — Людмила Богданова). Герої роману — справжні білоруські персонажі. І теж пізнається топоніміка білоруських міст. Прототипом Омеля є Гомель, рідне місто письменниці. Назви ж сіл і хуторів безпосередньо переносилися з карти Білорусі на сторінки книги: Строчиці, Макіївка, Навлиця. А самі події розгортаються в країні, яка називається Лейтава — впізнається як історична Литва, ВКЛ. На конгресі «Єврокон-2008», заснованому Європейським союзом наукової фантастики, експерти визнали білоруску Ніку Ракітіну найкращим молодим письменником-фантастом.
На білоруських землях розгортаються пригоди в циклі казок Петра Васюченка «Пригоди панів Кублицького та Заблоцького» («Пригоди панів Кублицького та Заблоцького» (1997) і «Жили-були пани Кублицький та Заблоцький» (2003)). Твір іноді і абсурдний, і комічний, і філософський, дозволяє нам з боку поглянути на нелогічність людських надмірних бажань. І все це подається з народним гумором. Це добре видно, наприклад, в уривку, де пани дають поради Курі-Щебятурі стосовно того, яке вона повинна вивести курча («[Заблоцький] Щоб сало на тому курчаті було з долоню завтовшки… [Кублицький] Та й на зріст щоб воно було з доброго кабана… [Заблоцький] Не з кабана, а з бика, щоб було завбільшки! О!»). Але замість бажаного пани отримують яйце розміром з бочку, з якого вилуплюється Опудало, що вимагає їжі. 2003 року за книгу «Жили-були пани Кублицький та Заблоцький» Петро Васюченко удостоєний премії «Глиняний Велес» (за найкращу художню білоруськомовну книгу року). А в 2013 році автор звернувся і до міфології стародавньої Греції, розповівши у властивій йому манері, захопливо і з гумором, про подвиги відомого силача Геракла («Дванадцять подвигів Геракла»).

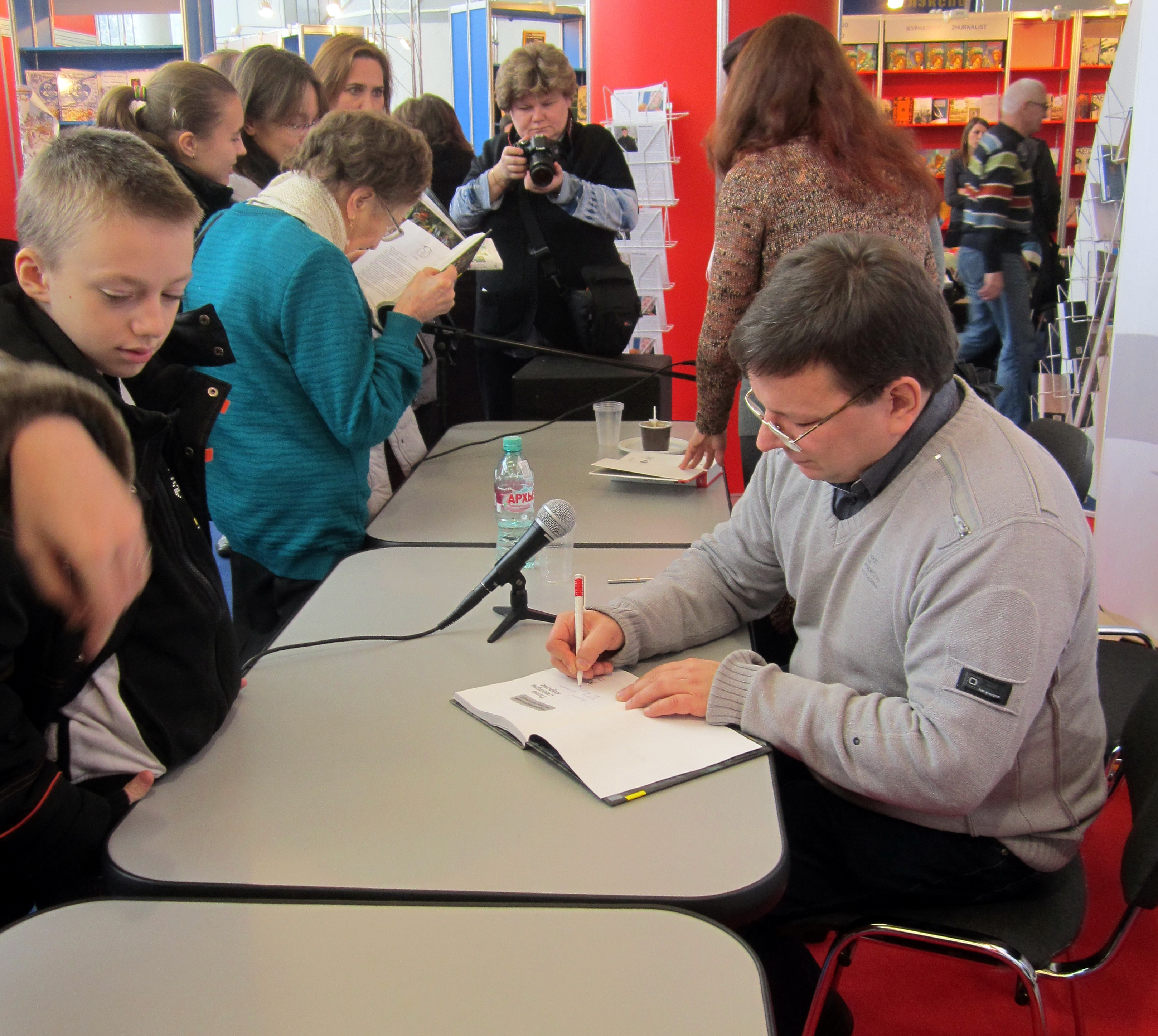
Андрій Жвалевський під час роздачі автографів

Від 2002 року з-під пера співавторів Андрія Жвалевського та Ігоря Митько виходить цикл фентезійних романів-пародій на відому в усьому світі серію історій про Гаррі Поттера — «Поррі Гаттер» («Поррі Гаттер і Кам'яний Філософ», «Особиста справа Мергіони або чотири Чортові дюжини»; «Дев'ять подвигів Сена Аеслі»). Пародія побудована на «перевертанні» сюжету: майже всі речі, що описані в оригіналі, вивернуті навиворіт. Поррі Гаттер тут звичайний хлопчик, який з'явився в чаклунський сім'ї, але батьки розчаровані, що він зовсім не володіє магічними здібностями. На початку пародії схожість з оригіналом проглядається досить чітко, навіть витримується відповідність сюжетних ліній. Але вже приблизно після чверті книги сюжет починає помітно відхилятися від оригіналу.
Дуже плідно творить для дітей в науково-фентезійному жанрі Раїса Боровикова. Напевно, особливо виділяється її трилогія для дітей середнього шкільного віку «З казок старого астронавта» (2005). Тут і космічні пригоди і авантюрний сюжет, реальний світ існує десь поруч з вигаданим. Книга цікава тим, що автор надає своєму фантастичному творові національного колориту. Наприклад, космодром в творі розташований під Равбичами, а екіпаж астронавтів сумує не по планеті Земля, а по білоруській природі.

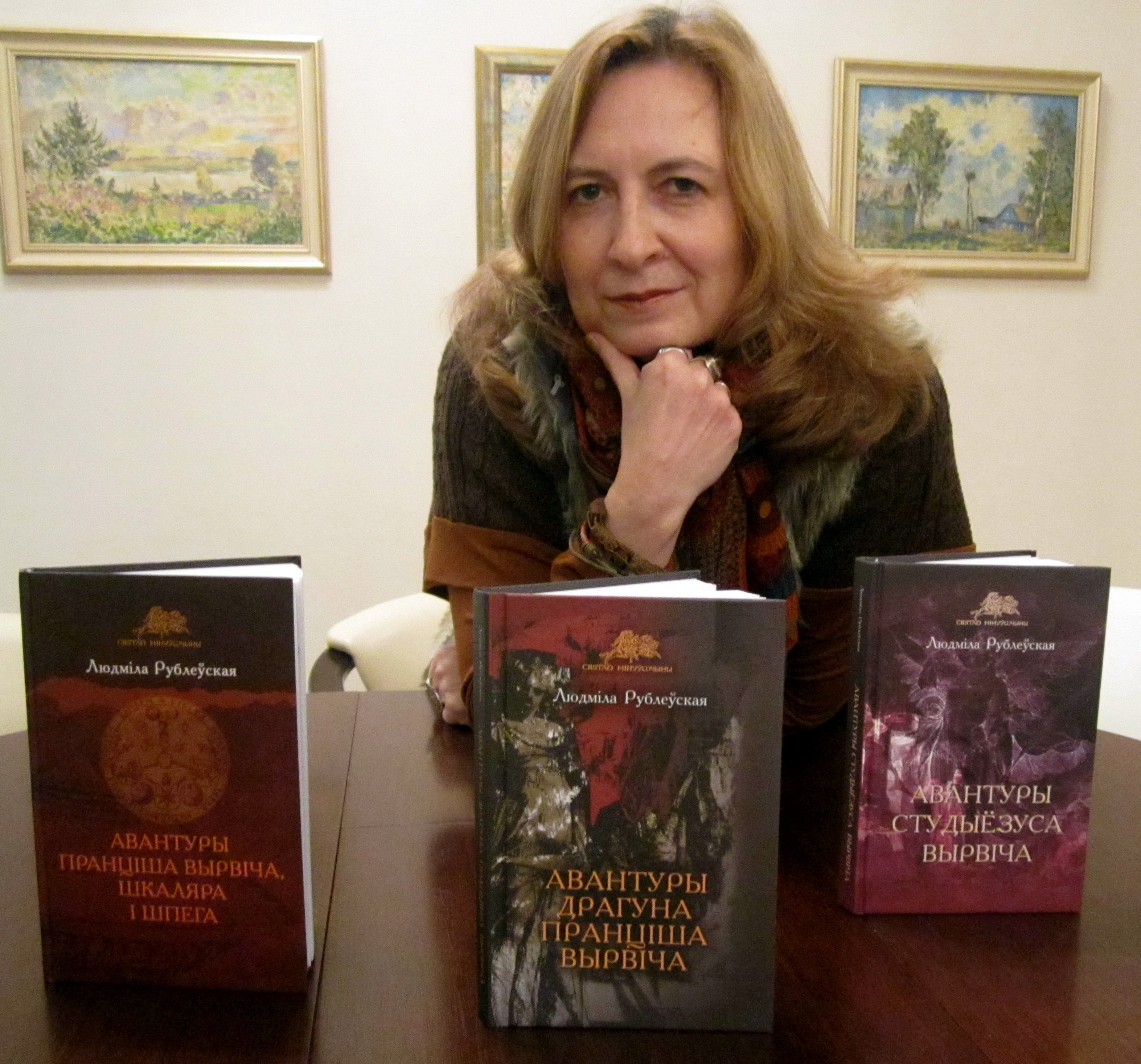
Людмила Рублевська з трилогією «Авантюри Прантіша Вирвича»

Умовно до жанру фентезі можна віднести «повість-міф» Людмили Рублевської «Діти гомункулуса» (2000), в основу якої покладена легенда про чорнокнижника пана Твардовського, творця штучного людини — гомункулуса. Водночас для творчості Рублевської більш характерне повернення до міфологічної спадщини, як, наприклад, в її книзі «Старосвітські міфи міста Б.», у якій відповідні історії давньоримських і грецьких міфів немов переносяться і накладаються на реалії жителів звичайного білоруського містечка XIX століття. І певною мірою автору вдалося створити світ історичного білоруського фентезі в циклі історій про Прантіша Вирвича. Навіть мова творів місцями набуває давньої, нарочито барокової подоби. Це дуже відчувається в першій частині («Авантюри Прантіша Вирвича, школяра і шпигуна», 2012), насиченій історичними анекдотами. Наприклад, історія, до якої не можна ставитися без гумору — оповідь про побачення Кароля Радзивілла Пане Каханку з русалкою і що «результатом шлюбу були оселедці». Протягом пригод Вирвича автор згадує і світове дерево Иггдрасиль, і лабіринти з Мінотавром, і винаходи Леонардо да Вінчі.
Світ пригод чекає і в циклі пригодницьких фентезійних лицарських романів «Король і Суддя» Інни Сударєвої, першим із яких є роман «Суддя королівського дому» (2006), де герої борються з лісовими розбійниками, на них чекають сутички і інтриги, зрада друзів і любов прекрасних дам, битви і слава.
Близький до епічної фентезі цикл романів Наталі Новаш «Набуття минулого» (2009), в якому після зіткнення величезної комети з Землею відчиняються «двері» між світом людей і світом ельфів.
У світ магії, ельфів, перевертнів, людожерів, вампірів, воїнів і драконів переносить читача і Світлана Власевич, також авторка цілого циклу романів, але вже про драконів — «Саги про драконів», який починає роман «Півтора метра непорозумінь, або Не будіть сплячого дракона» (2009).
Ще одна книга, герої якої дракони — роман Ельвіри Вашкевич «Дорога до Срібних водоспадів» (2014 рік), в якому з далекої планети, де живуть дракони, на нашу Землю вирушає посланець у пошуках потенційного контактера з магічними здібностями.
Чарівний світ міфологічних істот зустрічає нас і в романі-фентезі Геннадія Авласенка «Бранці чорного лісу» (2011). У жахливому і таємничому Чорному лісі живе безліч найрізноманітніших чудовиськ, а непрохідні Північні скелі заселяють гноми. А між лісом і горами, на широкій долині живуть людські племена, які ворогують між собою. 2014 року у видавництві «Мастацкая літаратура» вийшла збірка його містично-фантастичних оповідань «Ключ, який нічого не відчиняє».
Книга Сержа Мінскевича «Посмішка траурної королеви, або Таємниця магнітного замку» (2013) заснована вже на білоруській міфології. В образі героя цієї казки, художнику-мандрівникові Дроздичі, який ходить в чоботях з червоного сап'яну, з чарівною парасолькою-паличкою і малює не посмішки, а «усмішки», забираючи смуток людей, легко впізнається легендарний Білоруський художник Язеп Дроздович. Головні герої повісті - Алеола, «майбутня яснопанна», і Артін, майбутній Витязь зі Светоозерной країни. Їх батьків разом з усіма жителями містечка викрала «Траурна Королева Полендра», і діти вирушають перемагати злу чарівницю.
У жанрі пригодницького фентезі книга Олексія Шеїна «Сім каменів» (2015). Хлопчик Ясь, головний герой, потрапляє в чарівну країну Еферію, де стає учасником боротьби за свободу. Головному героєві належить розгадати загадку кристалів, щоб врятувати життя своєї подруги і звільнити чарівну країну від гніту злого самозванця. Кніга пра веру, свабоду і каханне, за якія часам трэба змагацца з мячом у руках. Книга була відзначена Європейським товариством наукової фантастики за кращий літературний дебют.
У 2017 році на Національну літературну премію в галузі дитячої літератури було номіновано відразу два фентезійних твори — фентезі Катерини Ходасевич-Лісової «Канікули з пригодами, або зворотний візит Зорничка до хлопчика Стасика» та фентезійні історії Анатолія Короленка «Дітям про нафту». Того ж року у видавництві «Художня література» вийшла збірка казок «Наречена для Базиля», у складі якої було надруковано кілька фентезійних оповідань: стилізоване під фольклор пригодницьке фентезі «Солдат і ужалка» Олега Грушецького, чарівне фентезі «Чорна заковика» Сержа Мінскевича та фентезійна історія «Наречена для Базиля» Галини Пшоник.

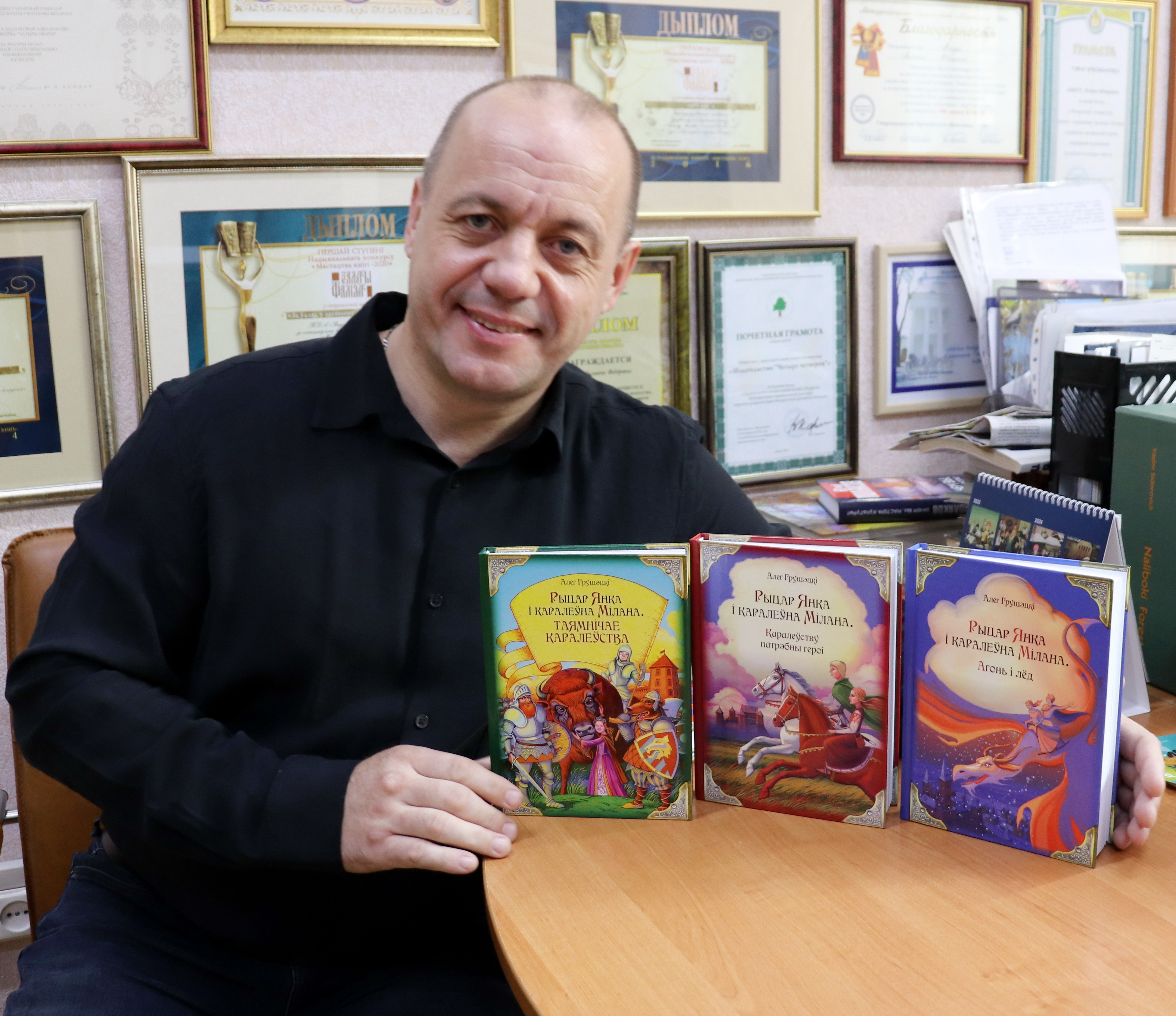
Олег Грушецький з трилогією «Лицар Янка і королівна Мілана»

У 2020 році вийшла книга Світлани Авдейчик «Книга придатних» — перша частина трилогії про спадкоємців Сакрума, що увійшла до півфіналу Міжнародного конкурсу «Нова дитяча книга — 5» в номінації «Фентезі. Фантастика. Пригоди».
Знаковим став для білоруськомовного фентезі і 2021 рік. На підставі білоруського фольклору вийшла книга Олега Грушецького «Лицар Янка і королівна Мілана. Таємниче Королівство», герої якої — міфічні персонажі білоруських легенд, а події розгортаються у світі, схожому на білоруське Середньовіччя. Головним героям, юним брату і сестрі, належить врятувати королівство від чародія, який підступністю захопив трон. Книга унікальна тим, що її можна назвати справжньою білоруською фентезі. А враховуючи, що вона була написана ще в 2012 році, фактично робить роман ще й першим сучасним білоруськомовним справжнім фентезі. У травні 2021 року в Національній академії наук пройшов II Міжнародний форум дослідників білоруської казки, до якого було підготовлено відразу кілька доповідей, присвячених фентезі в білоруській літературі, серед яких, наприклад, доповідь вчені-літературознавці  Тетяни Борисюк «Ідейно-образні пошуки в книзі казок Олега Грушецького "Лицар Янка і королівна Мілана. Таємниче Королівство"». Також був проведений круглий стіл (модератором якого став Серж Мінскевич), на якому, серед інших, була окремо розглянута тема «Казка і фентезі».